# Connarus erianthus
Connarus erianthus é uma espécie de planta com flor pertencente à família Connaraceae.
A autoridade científica da espécie é Benth. ex Baker, tendo sido publicada em Flora Brasiliensis 14(2): 191. 1871.

## Brasil
Esta espécie é nativa e não endémica do Brasil, podendo ser encontrada nas Regiões Centro-Oeste e Norte. Em termos fitogeográficos pode ser encontrada no domínio da Amazônia.